# تئودور اشپارکول
تئودور اسپارکول (انگلیسی: Theodor Sparkuhl؛ ۷ اکتبر ۱۸۹۴ – ۱۳ ژوئن ۱۹۴۶) یک فیلم‌بردار اهل آلمان بود.

## فیلم‌شناسی
- عروسک (۱۹۱۹)
- مادام دو باری (۱۹۱۹)
- گربه وحشی (۱۹۲۱)
- شعله (۱۹۲۳)
- زن هرزه (۱۹۳۱)
- تطهیر بچه (۱۹۳۱)
- شیپ کافه (۱۹۳۵)
- دلفریب (۱۹۳۷)
- ولز فارگو (۱۹۳۷)
- بو ژست (۱۹۳۹)
- جزیره ویک (۱۹۴۲)
- خون بر خورشید (۱۹۴۵)